# Moumour
Moumour é uma comuna francesa na região administrativa da Nova Aquitânia, no departamento dos Pirenéus Atlânticos. Estende-se por uma área de 8,02 km². Em 2010 a comuna tinha 855 habitantes (densidade: 106,6 hab./km²).